# Polyspora speciosa
Polyspora speciosa är en tvåhjärtbladig växtart som först beskrevs av Kochs, och fick sitt nu gällande namn av B. M. Barthol. och T. L. Ming. Polyspora speciosa ingår i släktet Polyspora och familjen Theaceae. Inga underarter finns listade i Catalogue of Life.